# Poeciloneta dokutchaevi
Poeciloneta dokutchaevi är en spindelart som beskrevs av Kirill Yeskov och Yuri M. Marusik 1994. Poeciloneta dokutchaevi ingår i släktet Poeciloneta och familjen täckvävarspindlar. Inga underarter finns listade i Catalogue of Life.